# Festuca kamtschatica
Festuca kamtschatica är en gräsart som först beskrevs av St.-yves, och fick sitt nu gällande namn av Nikolai Nikolaievich Tzvelev. Festuca kamtschatica ingår i släktet svinglar, och familjen gräs. Inga underarter finns listade i Catalogue of Life.